# Museo Diocesano Regina Coeli (Cantabria)
El Museo Diocesano Regina Coeli fue inaugurado en 1969 y está ubicado en Santillana del Mar, (Cantabria, España). Es conocido también como Museo Diocesano de Santillana. El museo fue una iniciativa del sacerdote Antonio Niceas, bien acogida por monseñor Vicente Puchol, decimotercer obispo de la diócesis de Santander, quien fallecería dos años antes de la apertura en un accidente de tránsito. La intención del museo es la de preservar imágenes y objetos religiosos en peligro de deteriorarse. Se pudieron reunir cantidad de piezas en los depósitos de diferentes parroquias de la zona. Fue ubicado en el convento Regina Coeli y en 1973 el obispo Juan Antonio del Val Gallo impulsó algunas ampliaciones y reformas para poder exponer alrededor de 800 piezas. En 1974 es integrado también el Archivo Diocesano de Santander dentro de las instalaciones. El museo tiene un taller de restauración y atiende solicitudes privadas.

## Historia
El museo se encuentra en el Convento Regina Coeli de la orden dominicana, original de 1592. El convento estuvo afectado por la desamortización de Mendizábal en 1835 que suprimía conventos y monasterios, así que en septiembre de ese año fue elaborado un inventario de todos sus bienes. El convento fue refugio de monjas que venían de los conventos de Santa Clara (Medina de Pomar), Santa Cruz (Santander) y dos comunidades de las Clarisas. En 1959 se restauró y se colocaron algunas exposiciones de arte contemporáneo para ser inaugurado como museo religioso diez años después.

## Referencias

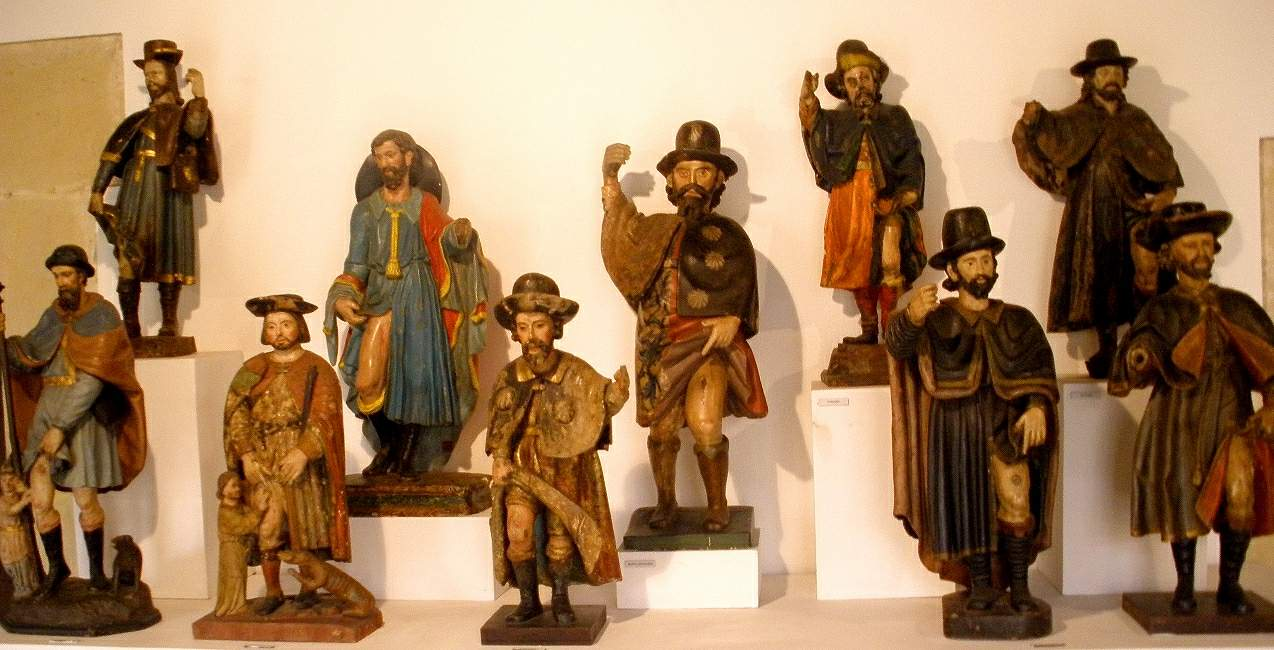
Colección de San Roques del Museo